# Sinophorus japonicus
Sinophorus japonicus är en stekelart som beskrevs av Sanborne 1984. Sinophorus japonicus ingår i släktet Sinophorus och familjen brokparasitsteklar. Inga underarter finns listade i Catalogue of Life.